# حاجي بالا بيغلو (أنجيرلو)
حاجي بالا بیغلو (بالفارسية: حاجی بالابیگلو) هي مستوطنة تقع في إيران في قسم أنجیرلو الريفي. يقدر عدد سكانها بـ 173 نسمة .